# Steinfeld (Meclemburgo-Pomerania Anteriore)
Steinfeld è una frazione del comune di Broderstorf del Meclemburgo-Pomerania Anteriore, in Germania.

Il comune di Broderstorf appartiene al circondario (Landkreis) di Rostock (targa DBR), ed è parte della comunità amministrativa (Amt) del Carbäk.